# عبد الله حامد
عبد الله حامد  ممثل قطري بدء مشواره المسرحي انطلاقا من المسرح المدرسي بدولة قطر شارك في العديد من المسلسلات التلفزيونية والإذاعية وكذلك العديد من المسرحيات بأدوار عديدة كما شارك في العديد من المهرجانات العربية والعالمية وحصد مجموعة من الجوائز، كما ساهم في تأسيس مجموعة من الفرق المسرحية في دولة قطر مثل الفرقة النموذجية للفنون المسرحية والفرقة الشعبية للتمثيل التي تحولت إلى فرقة المسرح الشعبي وفرقة قطر المسرحية وفرقة الخليج المسرحية وفرقة الوطن المسرحية، ترأس مجالس ادارات هذه الفرق في عدة دورات، توقف عن التمثيل في عام 2000م ولكنه بقي في خدمة الحراك المسرحي من خلال إدارة مجموعة من الفرق المسرحية ، في العام 2009 م قام ببطولة أول فيلم قطري سينمائي روائي طويل (عقارب الساعة)، وفِي العام 2017م عاد للوقوف على خشبة المسرح ضمن احتفالات وزارة الثقافة والرياضة باليوم العالمي للمسرح حيث شارك في العمل المسرحي (قالت لي الخشبة) وقد أدى دور ستانسلافسكي حيث اعتبره النقاد والفنانون ستانسلافسكي المسرح القطري.

## أعماله
| السنة | اسم العمل       | نوع العمل | الدور |
| ----- | --------------- | --------- | ----- |
| 2010  | عقارب الساعة    | فيلم      |       |
| 2001  | درب الخطايا     | مسلسل     |       |
| 1999  | السدرة          | مسلسل     |       |
| 1997  | حتى إشعار آخر   | مسلسل     |       |
| 1995  | عيني يا بحر     | مسلسل     |       |
| 1995  | بيت المغتني     | مسلسل     |       |
| 1993  | حكايات المشاهير | مسلسل     |       |
| 1992  | حلم شهريار      | مسلسل     |       |
| 1991  | عرب 2000        | مسرحية    |       |
| 1990  | البنات والساحر  | مسرحية    |       |